# C.K. Stead
Christian Karlson „Karl” Stead (ur. 17 października 1932 w Auckland) – nowozelandzki pisarz, poeta, eseista, krytyk literacki, profesor angielskiego Uniwersytetu w Auckland. 
Otrzymał wiele prestiżowych nagród i stypendiów, w tym Creative New Zealand Michael Writers’ Fellowship w 2005 roku. Odznaczony został Orderem Imperium Brytyjskiego oraz Orderem Nowej Zelandii. Najbardziej znany ze swojej powieści z okresu wojny wietnamskiej, Smith’s Dream, na podstawie której nakręcony został w 1977 film Śpiące psy.

## Życiorys
Christian Karlson Stead, nazywany przez przyjaciół „Karl”, urodził się w Auckland, na Północnej Wyspie Nowej Zelandii jako syn Jamesa Waltera i Olive Ethel Stead. Ojciec był księgowym i działaczem Partii Pracy, matka nauczycielką muzyki. Nadane mu imiona wskazują na szwedzkie pochodzenie, wychowany był jednak na Brytyjczyka, jako nowozelandzki obywatel kolonii angielskiej.
We wczesnej młodości zafascynowała go twórczość Scotta, Fieldinga, Keatsa i Wordswortha. Odkryty wtedy Dickens pozostał jednym z jego ulubionych pisarzy, do którego często wracał.
8 stycznia 1955 ożenił się z Kathleen Elizabeth Roberts, z którą ma troje dzieci: Olivera Williama, Charlotte Mary i Margaret Hermione. W tym samym roku uzyskał tytuł magistra na Uniwersytecie Aucland.
W nowozelandzkich kręgach literackich zaistniał w połowie lat 50., gdy jako aspirujący poeta został protegowanym znanego pisarza Franka Sargesona i poety Allena Curnowa.

## Praca naukowa i redakcyjna
zTwórczość Steada została ograniczona od połowy lat 50. do końca lat 70. W tym czasie skupił się na zdobywaniu kwalifikacji akademickich oraz nad wymogami pedagogicznymi. W ciągu ośmiu lat z wykładowcy języka angielskiego na Uniwersytecie Auckland stał się profesorem na Uniwersytecie w Bristolu.
W 1964 wydał The New Poetic – studium modernizmu, w oparciu o własną pracę doktorską, która sprzedała się w nakładzie ponad 100 tys. egzemplarzy. Redagował drugą serię nowozelandzkich opowiadań New Zealand Short Stories i Letters and Journals of Katherine Mansfield: A Selection, zbiór krytycznych esejów Measure for Measure oraz Collected Stories of Maurice Duggan. W 1986 wydał książkę o poezji modernistycznej Pound, Yeats, Eliot and the Modernist Movement.
Przez całą swoją karierę akademicką Stead był aktywnym krytykiem literatury nowozelandzkiej. Jego prace z tego okresu zostały wydane w 1981, w książce In the Glass Case: Essays on New Zealand Literature. W 1989 opublikował eseje o pisarzach brytyjskich, amerykańskich, australijskich i nowozelandzkich w Answering to the Language.
Praca naukowa Steada i jego twórcze pisanie często kolidowały ze sobą, ale też wzajemnie się wzbogacały. Krytykę literacką pisał w sposób dostępny, bez zbędnego teoretyzowana, co zyskało mu szerokie grono czytelników. W charakterystyczny dla siebie sposób wyrażał punkt widzenia praktykującego w odniesieniu do na innych praktykujących.

## Praca literacka
W latach 50. i 60. twórczość literacka Steada była mocno ograniczona karierą akademicką. Jego reputacja jako pisarza zależała od stosunkowo niewielu wierszy i garstki opowiadań, które jednak były powszechnie cenione.
Poemat Pictures in a Gallery Undersea w ostatniej chwili został włączony do redagowanej w 1960 przez Alana Curnowa Penguin Book of New Zealand Verse i został wybrany przez czytelników „Landfall” jako najlepszy wiersz w ciągu ostatnich piętnastu lat publikacji tego czasopisma.
Dopiero w 1964 roku pojawił się jego pierwszy tom wierszy Whether the Will is Free, a kolejny Crossing the Bar dopiero po ośmiu latach. W 1972 wydano też pierwszą powieść Steada, Smith’s Dream, zainspirowaną udziałem w ruchu protestacyjnym przeciwko wojnie w Wietnamie. Kolejne lata zaowocowały dwoma tomami wierszy, w których eksperymentował z otwartą formą, białym wierszem, kompozycją dziennika, obszernym cytatem.
Siedemnaście lat od wydania pierwszej powieści, w 1981, opublikował prozę w postaci zbioru opowiadań Five for the Symbol.
W 1986 przeszedł na wcześniejszą emeryturę i po sukcesie drugiej swojej powieści, opartej na własnej autobiografii, All Visitors Ashore, wydanej dwa lata wcześniej, postanowił skupić się na tej formie literackiej.
W latach 1972–1975 był przewodniczącym Chair of New Zealand Literary Fund Advisory Committee, zaś w latach 1989–1991 przewodniczącym New Zealand Authors’ Fund Committee.
8 sierpnia 2017 National Library of New Zealand wydała limitowany tom wierszy Steada pt. In the mirror, and dancing z ilustracjami nowozelandzkiego artysty Douglasa MacDiarmida. Książka została ręcznie wytłoczona.

## Nagrody i wyróżnienia
- 1955: Poetry Awards Incorporated Prize (USA)
- 1972: Katherine Mansfield Menton Fellowship
- 1995: Fellow of the Royal Society of Literature
- 2009: Montana Prize
- 2010: Sunday Times Short Story Award (UK)
- 2011: Prime Minister’s Award for fiction

### New Zealand Book Awards
- 1972: Goodman Fielder Wattie Book Awards
- 1976: New Zealand Book Awards Poetry
- 1985: New Zealand Book Awards Fiction
- 1995: New Zealand Book Awards Fiction
- 2009: Montana New Zealand Book Awards Reference & Anthology

## Twórczość

### Tomiki wierszy
- Whether the Will is Free: Poems 1954–62 (1964)
- Crossing the Bar (1972)
- Quesada: Poems 1972–74 (1975)
- Walking Westward (1979)
- Geographies (1982)
- Poems of a Decade (1983)
- Paris: A poem (1984)
- Between (1988)
- Voices (1990)
- Straw into Gold: New and selected poems (1997)
- Dog (2002)
- King’s Lynn and the Pacific (2003)
- The Red Tram (2004)
- The Black River (2007)

### Powieści
- Smith’s Dream (1971)
- All Visitors Ashore (1984)
- The Death of the Body (1986)
- Sister Hollywood (1989)
- The End of the Century at the End of the World (1992)
- The Singing Whakapapa (1994)
- Villa Vittoria (1997)
- Mansfield (2004)
- The Blind Blonde with Candles in Her Hair (1998)
- Talking About O’Dwyer (1999)
- The Right Thing (2000)
- The Writer at Work: Essays (2000)
- The Secret History of Modernism (2001)
- Mansfield, Vintage (2004)
- My Name Was Judas (2006)
- Book Self: Essays (2008)
- South West of Eden (A Memoir, 1932–1956, 2009)
- Ischaemia (2010)
- Risk (2012)
- In the mirror, and dancing (2017)

### Opowiadania
- Five for the Symbol (1981)

## Krytyka literacka
- The New Poetic (1964)
- In the Glass Case: Essays on New Zealand literature (1981)
- Pound, Yeats, Eliot and the Modernist Movement (1986)
- Answering to the Language: Essays on modern writers (1989)
- The Writer at Work (2000)
- Kin of Place: Essays on 20 New Zealand writers (2002)

## Redakcja
- Shakespeare: Measure for Measure (1971, 1977)
- World’s Classics: New Zealand Short Stories, 2nd series (1975)
- Letters and Journals of Katherine Mansfield, Allen Lane (1977)
- Collected Stories of Maurice Duggan, Oxford University Press (1981)
- The New Gramophone Room: Poetry and Fiction, University of Auckland (1985)
- Faber Book of Contemporary South Pacific Stories, Faber (1993)
- Katherine Mansfield’s Letters and Journals: A Selection, Vintage (2004)

## Ekranizacje
- Smith’s Dream – na podstawie powieści nakręcono w 1977 film Śpiące psy w reżyserii Rogera Donaldsona
- A Fitting Tribute – nowela została zekranizowana w 1987 na potrzeby telewizji przez Hibiscus Films